# Chondropsis kirkii
Chondropsis kirkii är en svampdjursart som först beskrevs av James Scott Bowerbank 1841.  Chondropsis kirkii ingår i släktet Chondropsis och familjen Chondropsidae. Inga underarter finns listade i Catalogue of Life.